# 制多迦

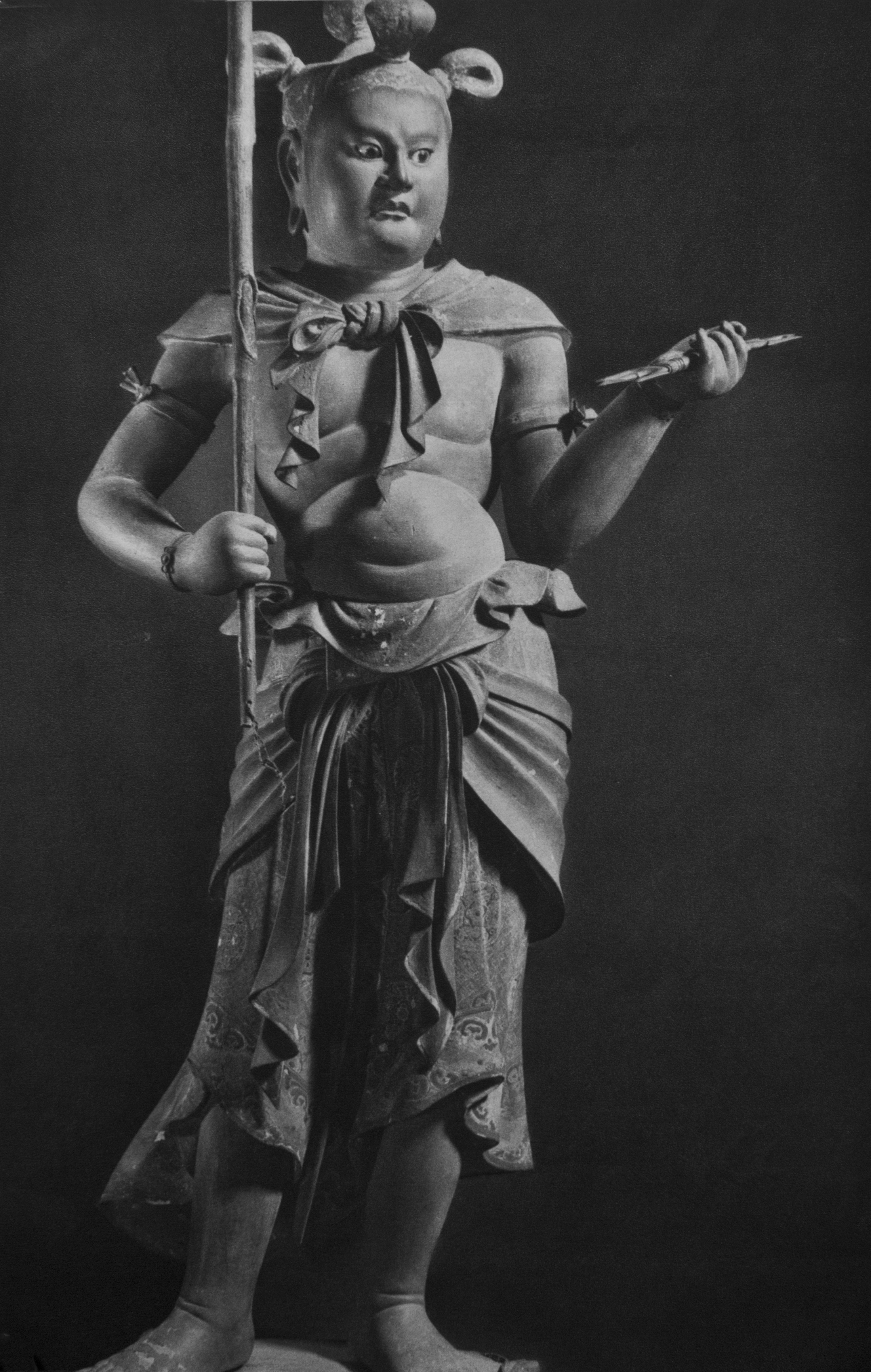
制多迦（傳運慶作，金剛峯寺）

制多迦（日語：制多迦童子、梵名為Ceṭaka） 是不動明王的眷屬，八大童子中的第8位。

## 概要
在不動三尊中，與矜羯羅（Kiṃkara）共同為不動明王的脇侍，通常位於不動明王右邊（面向佛像的左邊）。
「制多迦」為梵語中奴僕和侍從之意。
以十五歲的童子之姿呈現，因與五智如來有關、為表「五智」結了五個髮髻，肌膚為紅蓮色。左手持金剛杵，右手持金剛棒。因還有瞋心惡性，並未著袈裟，而將天衣隨意的披戴在肩和頸上。

## 真言、種子、三昧耶形

### 真言
「オン ガルマ セイタカ ウンハッタ ナン」
（oṃ karma śaiṭak ūṃ phaṭ ṇāṃ）

### 種子
種子字是ṭ、śai，接著是śaiṭak。

### 三昧耶形
三昧耶形為金剛杵和金剛棒。